# برونو كازارين
برونو كازارين كونستانتينو (بالبرتغالية: Bruno Cazarine Constantino‏) المعروف أيضا باسم برونو كازارين (ولد في 6 مايو 1983 في موجي داس كروزيز، ساو باولو) هو لاعب كرة قدم برازيلي سابق كان يلعب في مركز المهاجم.

## المسيرة الرياضية
كازارين يعتبر رحالة العصر الحديث حيث لعب لفترات قصيرة في أندية في البرازيل وقطر والبرتغال وإيطاليا وإسبانيا والصين وكوريا الجنوبية وأستراليا.

### سيدني
في 27 أغسطس 2010 وقع كازارين صفقة لمدة 12 شهرا مع بطل الدوري الأسترالي لكرة القدم 2009-10 سيدني بعد تجربة ناجحة. بدأ أول مباراة له مع سيدني في الجولة الخامسة بالخسارة 3-1 من أديلايد يونايتد على ملعب سيدني لكرة القدم.
كان أول هدف لكازارين لصالح سيدني عند الخسارة 2-1 أمام ويلينغتون فينيكس. بعد انتهاء موسم 2010-11 توج كأفضل هداف لسيدني بتسجيله تسعة أهداف مما أدى إلى تجديد عقد كازارين لموسم آخر مما يسمح له باللعب في دوري أبطال آسيا والدوري الأسترالي لكرة القدم 2011-12.
لعب كازارين دورًا هامًا مع نيك كارل في المساعدة على إبقاء آمال سيدني في بطولة دوري أبطال آسيا 2011 مستمرة بعد أن سجل هدفين في فوز سيدني 3-2 على شانغهاي غرينلاند شينهوا الصيني وتبعه هدف سيدني الوحيد بعد أسبوع في الخسارة 3-1 من سوون سامسونغ بلووينغز الكوري الجنوبي.
لعب كازارين مباراته الخمسين والأخيرة مع سيدني في الهزيمة 3-2 في الدور قبل النهائي على يد ويلينجتون فينيكس. غادر النادي في نهاية موسم 2011-12 مشيراً إلى مزيج من عدم اليقين بشأن مستقبله في النادي وكذلك لأسباب عائلية في البرازيل.
في صيف عام 2012 وصل كازارين إلى المملكة المتحدة لإجراء تجربة مع كوفنتري سيتي.

## الإحصائيات مع سيدني
كازارين هو ثاني أفضل مهاجم في سيدني في تاريخ النادي مع نسبة أهداف مقارنة بعدد مبارياته وصلت 0.34 هدف/مباراة خلف المهاجم الإيطالي أليساندرو دل بييرو بنسبة 0.58 هدف/مباراة ومتقدما عن نجوم سيدني السابقين الترينيدادي دوايت يورك 0.32 والأسترالي أليكس بروسك 0.30. تشمل هذه الإحصائية العديد من المباريات التي شارك فيها بديلا في موسم 2011-12.
إحصائيات دقيقة حسب 1 أبريل 2012.
| النادي       | الموسم       | الدوري    | الدوري  | الدوري  | الكأس     | الكأس   | الكأس   | آسيا      | آسيا    | آسيا    | المجموع   | المجموع | المجموع |
| النادي       | الموسم       | المباريات | الأهداف | الصناعة | المباريات | الأهداف | الصناعة | المباريات | الأهداف | الصناعة | المباريات | الأهداف | الصناعة |
| ------------ | ------------ | --------- | ------- | ------- | --------- | ------- | ------- | --------- | ------- | ------- | --------- | ------- | ------- |
| سيدني        | 2010–11      | 22        | 9       | 1       | 0         | 0       | 0       | 6         | 3       | 0       | 28        | 12      | 1       |
| سيدني        | 2011–12      | 28        | 8       | 2       | 0         | 0       | 0       | 0         | 0       | 0       | 28        | 8       | 2       |
| مجموع سيدني  | مجموع سيدني  | 50        | 17      | 3       | 0         | 0       | 0       | 6         | 3       | 0       | 56        | 20      | 3       |
| مجموع الدوري | مجموع الدوري | 50        | 17      | 3       | 0         | 0       | 0       | 6         | 3       | 0       | 56        | 20      | 3       |